# Esgrima nos Jogos Pan-Americanos de 1955
As competições de esgrima nos Jogos Pan-Americanos de 1955 foram realizadas na Cidade do México, México. Esta foi a segunda edição dos Jogos Pan-Americanos.

## Masculino
| Evento                       | Ouro | Prata                                                                             | Bronze |        |        |        |
| Espada                       | Espada | Espada                                                                            | Espada | Espada | Espada | Espada |
| ---------------------------- | --- | --------------------------------------------------------------------------------- | --- | ------ | ------ | ------ |
| Espada individual detalhes   | Raúl Martínez (ARG) | Sewall Shurtz (USA)                                                               | Juan Camous (VEN) |        |        |        |
| Espada por equipes detalhes  | Argentina · Adolfo Philippeaux · Santiago Massini · Floro Díaz Armesto · Alfredo Davérède · Raúl Martínez · Félix Galimi | Estados Unidos · Richard Dyer · Sewall Shurtz · Abraham Cohen · Harold Goldsmith  | Venezuela · Juan Camous · Nelson Nieves · Gustavo Gutiérrez · Oscar Cabrera                                          |        |        |        |
| Florete                      | |                                                                                   | |        |        |        |
| Florete individual detalhes  | Harold Goldsmith (USA)                                                                                                   | Albert Axelrod (USA)                                                              | Fulvio Galimi (ARG)                                                                                                  |        |        |        |
| Florete por equipes detalhes | Argentina · Santiago Massini · José Rodríguez · Fulvio Galimi · Félix Galimi · Ernesto Marcelo                           | Estados Unidos · Albert Axelrod · Paul Makler · Harold Goldsmith · Allan Kwartler | Venezuela · Gustavo Gutiérrez · Miraclotes Vargas · Nelson Nieves · Augusto Gutiérrez                                |        |        |        |
| Sabre                        | |                                                                                   | |        |        |        |
| Sabre individual detalhes    | Antonio Haro (MEX) | George Worth (USA)                                                                | Richard Dyer (USA)                                                                                                   |        |        |        |
| Sabre por equipes detalhes   | Estados Unidos · George Worth · Richard Dyer · Tibor Nyilas · Allan Kwartler                                             | Uruguai · José Lardizábal · Ricardo Rimini · Teodoro Goliardi · Juan Paladino     | Argentina · Daniel Sande · Florencio Watkins · Fernando Huergo · Ernesto Marcelo · Floro Díaz Armesto · Félix Galimi |        |        |        |

### Feminino
| Evento                      | Ouro                  | Prata                   | Bronze           |
| --------------------------- | --------------------- | ----------------------- | ---------------- |
| Florete individual detalhes | Maxine Mitchell (USA) | Irma de Antequeda (ARG) | Eve Siegel (USA) |

## Quadro de medalhas
| Ordem | País               | Medalha de ouro | Medalha de prata | Medalha de bronze |    |
| ----- | ------------------ | --------------- | ---------------- | ----------------- | -- |
| 1     | USA Estados Unidos | 3               | 5                | 2                 | 10 |
| 2     | ARG Argentina      | 3               | 1                | 2                 | 6  |
| 3     | MEX México         | 1               |                  |                   | 1  |
| 4     | URU Uruguai        |                 | 1                |                   | 1  |
| 5     | VEN Venezuela      |                 |                  | 3                 | 3  |
| TOTAL | TOTAL              | 7               | 7                | 7                 | 21 |